# Sebastiaan Bornauw
Sebastiaan Bornauw, född 22 mars 1999, är en belgisk fotbollsspelare som spelar som försvarare för VfL Wolfsburg i tyska Bundesliga.

## Karriär

### Anderlecht
Bornauw debuterade den 28 juli 2018 som 19-åring för RSC Anderlecht i belgiska Jupiler Pro League. Bornauw spelade hela matchen som slutade i en 4–1-vinst över KV Kortrijk. Han kom att bli en nyckelförsvarare för Anderlecht, trots att han var så ung. Sammanlagt spelade Bornauw 24 ligamatcher och gjorde ett mål under sin debutsäsong. 

### 1. FC Köln
Bornauw såldes till 1. FC Köln den 6 augusti 2019, där han skrev på ett femårskontrakt. Han gjorde sitt första mål i Bundesliga den 20 oktober 2019 i en match mot SC Paderborn. Bornauw lyckades etablera sig som en startspelare under sin första säsong i 1. FC Köln. Han blev en av klubbens nyckelspelare.

### VfL Wolfsburg
Den 16 juli 2021 värvades Bornauw av VfL Wolfsburg, där han skrev på ett femårskontrakt.

## Landslagskarriär
Den 8 oktober 2020 gjorde Bornauw sin debut för det belgiska landslaget i en vänskapsmatch mot Elfenbenskusten som slutade 1–1.